# Val Camonica
Val Camonica (tudi Valcamonica ali dolina Camonica, vzhodnolombardsko Al Camònega) je ena največjih dolin v osrednjih Alpah v vzhodni Lombardiji v Italiji. Razteza se približno 90 kilometrov od prelaza Tonale do Corna Trentapassi, v občini Pisogne blizu jezera Iseo. Ima površino okoli 1335 km² (Območje občin, razen Val di Scalve) in 118.323 prebivalcev.
Reka Oglio teče po vsej dolžini, izvira pri Ponte di Legno in se izliva v jezero Iseo med Pisogne in Costa Volpino.
Skoraj vsa dolina je vključena v upravno ozemlje pokrajine Brescia, razen za Lovere, Rogno, Costa Volpino in Val di Scalve, ki pripadajo pokrajini Bergamo.
Od leta 1979 so skalne poslikave vzdolž doline na Unescovem seznamu svetovne dediščine, medtem ko je celotna dolina leta 2018 postala Unescov biosferni rezervat.

## Etimologija
Val Camonica izhaja iz latinske besede ‘’Vallis Camunnorum’’, »dolina Camunni«, ime za starodavno prebivalstvo doline.

## Geografija
Val Camonico lahko razdelimo na tri glavna področja:
1. Spodnja dolina Val Camonica: ravninsko območje travnikov in polj, ki se začne od obale jezera Iseo in sega do prečnega grebena Bienna, včasih imenovanega prag Breno.
2. Srednja Val Camonica: razteza se od praga Breno do občine Sonico – Edolo. Spodnja srednja dolina se razteza od Brena do Sellera, medtem ko se zgornja srednja dolina začne pri ozki soteski pri Cedegolu in se razteza do Sonico – Edolo.
3. Visoka Val Camonica: ta del doline sledi periadriatskemu šivu in je usmerjen od vzhoda proti zahodu. Začne se v dolini Val di Corteno in se nadaljuje do mesta Ponte di Legno na vrhu doline. Podnebje je podobno tistemu v osrednji Valtellini.

Dolino omejujejo: pokrajine Sondrino, Trento, Brescia,  Bergamo in jezero Iseo.

### Hidrografija
Val Camonico prečka reka Oglio, peta najdaljša reka v Italiji, ki izvira pri Ponte di Legno iz sotočja rek Frigidolfo in Narcanello. Izliva se v jezero Iseo med občinama Pisogne in Costa Volpino.
Številni potoki, nekateri med njimi sezonski, se spuščajo z gorskih pobočij in se izlivajo v Oglio.
Na visoki nadmorski višini je veliko alpskih jezer, vključno z Lago Moro, pa tudi številni umetni rezervoarji, kot je Lago d'Arno.

## Zgodovina
Val Camonica je verjetno postala naseljena šele pred približno 15.000 leti, ob koncu zadnje ledene dobe, s taljenjem ledenika, ki je prvi izdolbel dolino. Verjetno so prvi ljudje obiskali dolino v epipaleolitskih časih in se zdi, da so se naselili v neolitskem obdobju. Ko so stari Rimljani razširili svoje oblasti severno od reke Pad, so naleteli na ljudstvo, imenovano Camuni, ki je bilo retijsko pleme, ki je naseljevalo dolino. Iz tega obdobja je ohranjenih okoli 300.000 petroglifov. Do konca 1. stoletja pr. n. št. je Val Camonici zavladal stari Rim, ki je ustanovil mesto Cividate Camuno s termami, amfiteatrom in velikim templjem, posvečenim Minervi.
V srednjem veku so na tem območju potekali številni spopadi med gvelfi in gibelini. Gvelfi so podpirali moč škofa iz Brescie in papeštvo, medtem ko so gibelini stali na strani cesarja Svetega rimskega cesarstva. Leta 1287 se je Val Camonica uprla nadzoru Brescie in se postavila na stran Viscontijev, gospodov iz Milana, ki so v 14. stoletju razširili svoj nadzor nad tem območjem. Med letoma 1427 in 1454 so potekale številne bitke med Milansko vojvodino in Beneško republiko za nadzor nad dolino. Končno je dolina prišla pod nadzor Benetk. V naslednjih stoletjih je civilno prebivalstvo raslo in se ukvarjalo s trgovino z železom.
Val Camonica je bila ločena od Benetk, potem ko je Benetke leta 1797 osvojil Napoleon. Po odstavitvi Napoleona je območje nadzorovalo Avstro-ogrsko cesarstvo. Leta 1859 je bila Val Camonica priključena Kraljevini Italiji. Med prvo svetovno vojno so se bojne črte raztezale vzdolž njene vzhodne meje, čez pogorje Adamello. Bitke na tem območju so znane kot bela vojna v Adamellu.
Leta 1955 je Arheološka uprava Lombardije ustanovila Nacionalni park kamnitih rezbarij Naquane pri Capo di Ponte.

## Spomeniki in znamenitosti

### Unescova dediščina
Val Camonica je dom največjega kompleksa skalnih risb v Evropi, ki vsebuje približno 300.000 petroglifov od epipaleolitika do srednjega veka.
- Parco nazionale delle incisioni rupestri di Naquane in Capo di Ponte
- Parco archeologico nazionale dei massi di Cemmo
- Parco archeologico comunale di Seradina-Bedolina in Capo di Ponte
- Parco archeologico di Asinino-Anvòia in Ossimo
- Parco archeologico comunale di Luine in Darfo Boario Terme
- Parco archeologico comunale di Sellero
- Parco archeologico comunale di Sonico
- Riserva naturale Incisioni rupestri di Ceto, Cimbergo e Paspardo in Nadro

Camonica je bila prva lokacija v Italiji, ki je bila leta 1979 vključena na Unescov seznam svetovne dediščine zaradi svojih edinstvenih simbolov in več kot 140.000 figur, vklesanih vzdolž 8000 let na skalah.

### Srednjeveške vasi
- Bienno, priznan kot ena najlepših vasi v Italiji
- Lovere, priznan kot ena najlepših vasi v Italiji
- Pescarzo (Capo di Ponte), značilno mestece.

### Gradovi
- Grad Breno, največji grad v Val Camonici
- Grad Gorzone, dom družine Federici, stoji na majhnem griču ob potoku Dezzo
- Grad Cimbergo v dolini reke Re dominira nad srednjo dolino
- Grad Lozio, trdnjava, kjer se je zgodil pokol v Loziu
- Grad Mù, bastijon Federici v zgornji dolini, od katerega so ostali le temelji

### Rimska mesta
- Gledališče in amfiteater v Cividate Camuno
- Minervin tempelj v Brenu

### Gorske ture
- CAI poti v Parco dell'Adamello
- Jarek iz prve svetovne vojne (tako imenovani »Guerra Bianca in Adamello«) pri Vezza d'Oglio

### Rimske terme
- Boario Terme
- Angolo Terme

### Muzeji in tematski parki
- Tematski Archeopark, Darfo Boario Terme
- Etnografski muzej železa, umetnosti in tradicije, Bienno
- Mestni muzej Camuno, Breno
- Didaktični muzej prazgodovinske umetnosti in življenja, Capo di Ponte
- Didaktični muzej reke, Nadro
- Arheološki muzej Valle Camonica, Cividate Camuno
- Razstava v muzeju Camilla Golgija, Corteno Golgi
- Etnografski muzej, Ossimo
- Župnijski muzej sakralne umetnosti, Ponte di Legno
- Muzej bele vojne v Adamellu, Temù

### Pomembna svetišča in cerkve
- Cerkev Santa Maria della Neve v Pisognu
- Cerkev Sant'Antonio v Brenu
- Cerkev Santa Maria Annunziata v Biennu
- Kristusovo svetišče v Biennu
- Cerkev Santa Maria Assunta v Esine
- Samostan San Salvatore v Capo di Ponte
- Oratorij disciplin v Montecchiu
- Pieve di San Siro in Cemmo
- svetišče Via Crucis v Cervenu (Sacri Monti)

## Galerija
- Concarena
- Val Adamé
- Pizzo Badile Camuno
- Val Camonica iz Breno na sever
- Val Camonica iz Braone na jug
- Val Camonica iz Gorzone
- Petroglif iz Foppe, Nadro
- Duhovnik-tekač v Capo di Ponte
- Rimski amfiteater v Cividate Camuno
- Portal cerkve sv. Sira, Capo di Ponte
- Grad v Brenu
- Stolp v Biennu
- Cerkev sv. Trojice, Esine